# Hemiscorpius somalicus
Espèce
Hemiscorpius somalicus est une espèce de scorpions de la famille des Hemiscorpiidae.

## Distribution
Cette espèce est endémique du Pount en Somalie. Elle se rencontre vers Meleden.

## Description
Le mâle holotype mesure 22,3 mm.

## Étymologie
Son nom d'espèce lui a été donné en référence au lieu de sa découverte, la Somalie.

## Publication originale
- Lourenço, 2011 : The genus Hemiscorpius Peters, 1861 (Scorpiones: Hemiscorpiidae) in East Africa, and description of a new species from Somalia. Entomologische Mitteilungen aus dem Zoologischen Museum Hamburg, vol. 15, no 185, p. 275-285 (texte intégral).